# Cuquío (kommun)
Cuquío är en kommun i Mexiko.   Den ligger i delstaten Jalisco, i den centrala delen av landet, 400 km väster om huvudstaden Mexico City. Antalet invånare är 19 176.
Följande samhällen finns i Cuquío:
- San Gabriel
- Lázaro Cárdenas
- Ocotic
- El Terrero
- Mártires del 28
- El Cuatro
- San José de los Molina
- Las Cocinas
- Los Sauces de Pérez
- El Llano de Plascencia
- San Nicolás de los Esteves
- Varas Dulces
- El Llano de Barajas
- Cerrito de Tierra
- Los Mezquites
- La Mojarra
- La Laguna Grande
- El Derramadero
- El Coyotillo